# Boerenpioen

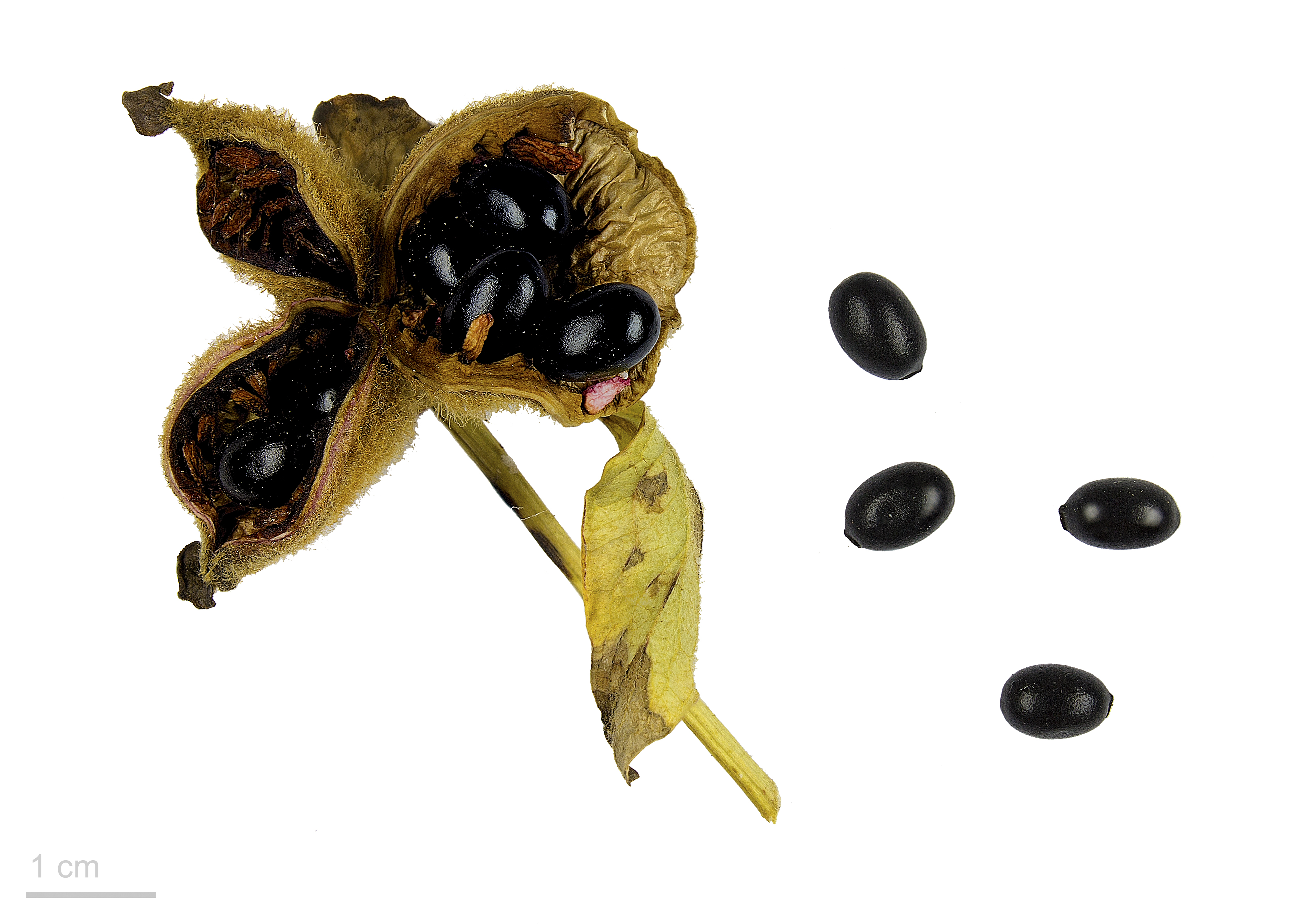
Zaden van Paeonia officinalis

De boerenpioen (Paeonia officinalis) is een kruidachtige plant uit het geslacht van de pioenrozen (Paeonia). Stengel en blad sterven in het najaar af, en in het voorjaar komen rode punten van de weer opkomende vaste plant uit de grond.
In de maand juni geeft de plant tere zijdeachtige bloemen. De plant wordt 60–100 cm hoog en prefereert kalkhoudende grond.
In de middeleeuwen werd de "pioen" als medicinale plant vermeld in diverse kruidboeken.